# Hotel Ambassador (Los Angeles)
L'Hotel Ambassador fou un conegut hotel situat a la ciutat de Los Angeles a l'estat de Califòrnia (Estats Units). També era la seu d'un dels clubs nocturns més famosos de la ciutat, el coconut grove.
Fou la seu de la segona i la dotzena cerimònia d'entrega dels  Premis de l'Acadèmia (en anglès: Academy Awards) de cinema.
També és conegut perquè fou la seu electoral de la candidatura del senador Bob Kennedy a les eleccions primàries de l'estat de l'any 1968 quan es va perpetrar el seu assassinat. L'hotel també ha estat el plató de diverses pel·lícules de cinema, i el 1963 fou la seu de la Copa Piatigorsky d'escacs.
L'any 2005, es procedí a la seva demolició.

## Primers anys
L'Ambassador Hotel situat al número 3400 de Wilshire Bouklevard, al centre de la ciutat de Los Angeles, va obrir les portes el dia de cap d'any de 1921. L'arquitecte fou Myron Hunt, i durant els primers anys fou freqüentat per nombroses persones famoses, incloses presidents dels Estats Units i caps d'estat, algunes fins i tot amb la residència fixa a l'hotel. El club nocturn que es trobava adjacent a l'hotel, el coconut grove fou la seu de concerts de músics i cantants de renom com Frank Sinatra, Bing Crosby o Nat King Cole.
Les diverses cerimònies d'entrega dels premis Òscar, van propiciar que durant els anys 30 i 40, fos un lloc considerat de glamour per a les estrelles de Hollywood tot i que posteriorment començaria una etapa de lenta però progressiva decadència.

## Assassinat de Robert F. Kennedy i anys posteriors
La mitjanit del 5 de juny de 1968 a Los Angeles, a l'estat de Califòrnia el senador Robert Kennedy es trobava amb els seus seguidors celebrant la victòria a les eleccions primàries de l'estat de Califòrnia, realitzades en plena cursa electoral per decidir qui havia de ser el candidat demòcrata a les eleccions presidencials del mes de novembre d'aquell mateix any. Kennedy fou tirotejat mentre caminava per la cuina de l'Ambassador Hotel, on es trobava seguint els resultats. Les lesions produïdes per l'atemptat foren suficientment greus per provocar la seva mort, que ocorregué al The Good Samaritan Hospital vint-i-sis hores més tard. Sirhan Sirhan, un immigrant d'origen palestí de 24 anys, fou declarat culpable de l'assassinat de Kennedy i condemnat a mort, sentència que fou posteriorment commutada per la cadena perpètua. Els anys posteriors a l'assassinat del senador, la zona on es trobava l'hotel es degradaria ràpidament, convertint-se en un lloc propici per a les bandes i els narcotraficants.

## Relació amb el món del cinema
L'hotel, sempre ha estat molt relacionat amb el món del cinema, donada la seva proximitat amb Hollywood. A part de ser la seu de diferents gales d'entrega dels premis Òscar, algunes pel·lícules de renom s'han rodat a l'hotel, com és el cas de El Graduat, Pretty Woman o la pel·lícula Bobby que narrava l'assassinat del senador.

## Demolició
A pesar de diferents iniciatives per recuperar-lo, l'Hotel tancaria les seves portes als clients l'any 1989, restant tan sols per a allotjaments privats. L'any 2004, l'hotel tancaria les portes de forma definitiva. Començaria aleshores un litigi judicial entre ‘’’Los Angeles Unified School District (LAUSD)’’’ que volia els terrenys per vonvertir-los en una escola, Sirhan Sirhan que reclamava a través del seu advocat la possibilitat de realitzar noves proves que ajudessin a la seva demanda de llibertat condicional i el ‘’’Los Angeles Conservancy and Art Deco Society preservationists'’ que advocaven perquè la nova escola conservés diferents espais arquitectònicament valuosos de l'hotel. Finalment, el 16 de gener de 2006, la darrera part de l'hotel era enderrocada i començava la construcció d'un complex escolar que rep el nom de Robert F. Kennedy Community Schools